# På syndfull jord har Jesus vandrat
På syndfull jord har Jesus vandrat är en sång som första gången publicerades i Stridsropet nr 10, 1885. Textförfattaren är okänd men sången sjungs på en melodi komponerad av H Wright.

## Publicerad i
- Stridsropet nr 10, 1885.
- Frälsningsarméns sångbok 1929 som nr 344  under rubriken "Jubel, erfarenhet och vittnesbörd".
- Musik till Frälsningsarméns sångbok 1945.
- Frälsningsarméns sångbok 1968 som nr 418 under rubriken "Erfarenhet och vittnesbörd".
- Frälsningsarméns sångbok 1990 som nr 590 under rubriken "Erfarenhet och vittnesbörd".